# Viktorija Kan
Viktorija Kan (Tasjkent, 3 augustus 1995) is een tennisspeelster uit Rusland.
Zij begon op achtjarige leeftijd met het spelen van tennis.
In 2011 won ze haar eerste ITF-enkeltoernooi in Bad Waltersdorf, in datzelfde jaar ook het dubbeltoernooi van Innsbruck met Ilona Kremen.
In 2014 speelde ze haar enige partij voor Rusland op de Fed Cup, waarin ze in twee sets verloor van Samantha Stosur.